# Gustav von der Mülbe
Karl Gustav von der Mülbe (* 11. Dezember 1831 in Braunschweig; † 12. Februar 1917 in Erfurt) war ein preußischer Generalleutnant.

## Leben

### Herkunft
Er war der Sohn von Friedrich Karl von der Mülbe (1806–1859) und dessen erster Ehefrau Agnes, geborene von Bothmer (1804–1841). Sein Vater war Herr auf Boddin und Raguth sowie braunschweigischer Kammerherr und Leutnant a. D.

### Militärkarriere
Mülbe besuchte Schulen in Schwerin und Braunschweig. Am 3. Dezember 1848 trat er in das Braunschweigische Husarenregiment ein, wo er am 1. August 1850 zum Portepeefähnrich ernannt wurde. Am 15. Oktober nahm er dort seinen Abschied, um am 31. Dezember 1850 in das 7. Infanterie-Regiment der Preußischen Armee einzutreten. Hier wurde er am 6. März 1852 zum Sekondeleutnant befördert. Vom 1. März 1856 bis zum 30. September 1860 war er als Adjutant des II. Bataillons tätig und wurde zwischenzeitlich am 13. August 1859 Premierleutnant. Mit seiner Beförderung zum Hauptmann ging die Ernennung zum Kompaniechef einher. Als solcher nahm Mülbe 1866 während des Krieges gegen Österreich an den Kämpfen bei Nachod, Skalitz, Schweinschädel und Gradlitz sowie der Schlacht bei Königgrätz teil. Dafür wurde er mit dem Roten Adlerorden IV. Klasse mit Schwertern ausgezeichnet.
Zu Beginn des Krieges gegen Frankreich nahm Mülbe am 4. August 1870 noch als Kompaniechef an der Schlacht bei Weißenburg teil und übernahm im Anschluss die Führung des Füsilier-Bataillons. Im weiteren Kriegsverlauf wurde er am 12. September 1870 zum Major befördert und kämpfte mit dem Verband in den Schlachten bei Wörth und Sedan, machte die Belagerung von Paris mit und konnte sich am Mont Valérien besonders auszeichnen. Seine Leistungen wurden durch die Verleihung beider Klassen des Eisernen Kreuzes gewürdigt. Außerdem erhielt er das Komturkreuz des Bayerischen Militärverdienstordens mit Schwertern.
Nach dem Friedensschluss stieg Mülbe am 8. Juni 1871 zum etatmäßigen Stabsoffizier auf und wurde am 11. Juni 1872 zum Kommandeur des Hessischen Jäger-Bataillons Nr. 11 in Marburg ernannt. Seine Beförderung zum Oberstleutnant erfolgte am 22. März 1876, anschließend wurde Mülbe am 21. März 1880 Kommandeur des Herzoglich Braunschweigischen Infanterie-Regiments Nr. 92. Hier wurde er am 18. September 1880 zum Oberst befördert. Am 12. Dezember 1885 übernahm er als Generalmajor das Kommando der 14. Infanterie-Brigade in Magdeburg. Unter Verleihung des Roten Adlerordens II. Klasse mit Eichenlaub und Schwertern wurde Mülbe am 16. August 1887 mit der gesetzlichen Pension zur Disposition gestellt.
Anlässlich des 25. Jahrestages der Schlacht am Mont Valérien verlieh ihm Wilhelm II. den Charakter als Generalleutnant.

### Familie
Mülbe heiratete am 27. Juni 1869 in Liegnitz Eleonore von Tschirschky (1843–1915). Aus dieser Ehe gingen die drei Töchter Agnes (* 1870), Eleonore (* 1872) und Gertrud (* 1873) hervor.